# 隱孔䲁
隱孔䲁（學名：Cryptotrema corallinum），為輻鰭魚綱䲁形目脂䲁科隱孔䲁屬的一個種，分布於東太平洋美國加利福尼亞州南部的聖克魯斯島至墨西哥下加利福尼亞州海域，深度24至91公尺，體長可達13公分，棲息在礁石區，雌魚產附著性卵，雄魚會守護卵，幼魚為浮游性，生活習性不明。